# Ricardo Caminos
Ricardo Augusto Caminos (né à Buenos Aires en 1916 et mort le 28 mai 1992) est un égyptologue argentin spécialisé dans l'épigraphie et la paléographie. Il a un frère Hugo et une sœur Helena. Enfant, il était fasciné par l'histoire ancienne et a obtenu son diplôme de premier cycle et sa maîtrise (1938) à l'université de Buenos Aires. Après avoir obtenu un doctorat à l'université d'Oxford et à l'Oriental Institute de l'université de Chicago, il a travaillé sur un certain nombre de fouilles égyptiennes et soudanaises, y compris celles qui ont été inondées par la construction du barrage d'Assouan. Vers 1952, il est engagé par l'université de Brown, et en 1972, il devient le président du département d'égyptologie, avant de prendre sa retraite en 1980. Il s'est ensuite installé à Londres où il a mené des recherches à la Société d'exploration de l'Égypte, située à proximité. Sa maison à Londres est aujourd'hui la « Ricardo A. Caminos Memorial Library » de l'Egypt Exploration Society, qui contient environ 20 000 livres, revues et brochures sur l'égyptologie.

## Publications
- Late-Egyptian miscellanies, London, Oxford University Press, 1954.
- Literary fragments in the hieratic script, Oxford, Griffith Institute, 1956.
- The chronicle of Prince Osorkon, Rome, Pontificium Institutum Biblicum, 1958.
- Gebel es-Silsilah, London, Egypt Exploration Society, 1963, (avec Thomas Garnet Henry James).
- The shrines and rock-inscriptions of Ibrim, London, Egypt Exploration Society, 1968.
- The new-kingdom temples of Buhen, London, Egypt Exploration Society, 1974.
- Ancient Egyptian epigraphy and palaeography, New York, Metropolitan Museum of Art, 1976.
- A tale of woe, Oxford, Griffith Institute, 1977,  (ISBN 978-0-900416-09-5).